# Lui (film)
Pour les articles homonymes, voir Lui.
Pour plus de détails, voir Fiche technique et Distribution.
Lui est un film belgo-français écrit et réalisé par Guillaume Canet, sorti en 2021.

## Synopsis
Un compositeur en panne d'inspiration, marié et père, part s'isoler dans une vieille maison, sur la falaise d'une île bretonne a priori déserte, et trouve un vieux piano désaccordé. Des visiteurs troublent sa tranquillité : sa femme, sa maîtresse, son meilleur ami, ses parents et son docteur. Le film évoque le concept psychanalytique du clivage du Moi[réf. nécessaire].

## Fiche technique
Sauf indication contraire, les informations mentionnées dans cette section peuvent être confirmées par la base de données cinématographiques Unifrance,  présente dans la section « Liens externes ».
- Titre original : Lui
- Réalisation et scénario : Guillaume Canet
- Musique : Alexandre Desplat
- Décors : Philippe Chiffre
- Costumes : Maïra Ramedhan Levi
- Photographie : André Chemetoff
- Son : Rémi Daru (ingénieur) et Jean Goudier (montage)
- Montage : Simon Jacquet
- Production : Alain Attal
- Coproduction : Ardavan Safaee
- Production déléguée : Xavier Amblard
- Production associée : Marie de Cénival
- Sociétés de production : Trésor Films ; Pathé Films, TF1 Films Production et Caneo Films (coproductions françaises) ;  Artémis Productions et Shelter (coproductions belges)[2]
- Société de distribution : Pathé Films (France)
- Budget : 5,2 millions d'euros[3]
- Pays de production :  France -  Belgique
- Langue originale : français
- Format : couleur
- Genre : drame, thriller
- Durée : 88 minutes
- Dates de sortie[4] :
  - Belgique : 6 octobre 2021 (avant-première au Festival international du film francophone de Namur)
  - France : 27 octobre 2021

## Distribution
Sauf indication contraire ou complémentaire, les informations mentionnées dans cette section proviennent du générique de fin de l'œuvre audiovisuelle présentée ici.
- Guillaume Canet : lui
- Virginie Efira : la femme
- Mathieu Kassovitz : le pote
- Laetitia Casta : la maîtresse
- Nathalie Baye : la mère
- Gilles Cohen : le médecin
- Patrick Chesnais : le père

## Production

### Développement
En décembre 2020, alors que le tournage de son film Astérix et Obélix : L'Empire du Milieu est retardé en raison de la pandémie de Covid-19, on apprend que Guillaume Canet a écrit, en mai 2020, à Belle-Île-en-Mer, un autre scénario pendant cette pause et durant le confinement. Il l'achève en seulement 4 semaines.
Au départ, le réalisateur voulait une comédienne étrangère pour le personnage principal, mais, en raison de la pandémie, il a finalement décidé d’interpréter lui-même le personnage.

### Tournage
Le tournage a lieu en septembre 2020, à Belle-Île-en-Mer,, notamment à Sauzon, à Locmaria et au Palais. Il se déroule avec une équipe réduite et ne dure que 4 semaines.

### Musique
Pour la musique du film, le réalisateur a demandé à Matthieu Chedid et Maxim Nucci. Elle est finalement composée par Alexandre Desplat et supervisée par Emmanuel Ferrier.

## Accueil
Le film est sélectionné et présenté en « compétition officielle » le 6 octobre 2021 au Festival international du film francophone de Namur, en Belgique.
En mars 2021, on annonce la sortie du film pour le 27 octobre 2021 dans les salles françaises.
À sa sortie, le film reçoit un accueil très négatif. Il est également un échec commercial.

### Box-office
| Pays ou région | Box-office      | Date d'arrêt du box-office | Nombre de semaines |
| -------------- | --------------- | -------------------------- | ------------------ |
| France         | 187 665 entrées | 7 décembre 2021            | 6                  |
| Total mondial  | 685 976 $       | -                          | -                  |

### Documentation
- Dossier de presse Lui